# Baldratia salicorniae
Baldratia salicorniae är en tvåvingeart som beskrevs av Jean-Jacques Kieffer 1897. Baldratia salicorniae ingår i släktet Baldratia och familjen gallmyggor. Inga underarter finns listade i Catalogue of Life.